# Municipio de Franklin (condado de Story)
El municipio de Franklin (en inglés: Franklin Township) es un municipio ubicado en el condado de Story en el estado estadounidense de Iowa. En el año 2010 tenía una población de 21887 habitantes y una densidad poblacional de 230,34 personas por km².

## Geografía
El municipio de Franklin se encuentra ubicado en las coordenadas 42°4′53″N 93°38′41″O / 42.08139, -93.64472. Según la Oficina del Censo de los Estados Unidos, el municipio tiene una superficie total de 95.02 km², de la cual 94.83 km² corresponden a tierra firme y (0.2%) 0.19 km² es agua.

## Demografía
Según el censo de 2010, había 21887 personas residiendo en el municipio de Franklin. La densidad de población era de 230,34 hab./km². De los 21887 habitantes, el municipio de Franklin estaba compuesto por el 85.03% blancos, el 2.54% eran afroamericanos, el 0.22% eran amerindios, el 9.57% eran asiáticos, el 0.01% eran isleños del Pacífico, el 0.84% eran de otras razas y el 1.8% pertenecían a dos o más razas. Del total de la población el 2.59% eran hispanos o latinos de cualquier raza.